# Neuapostolische Kirche Weinsberg

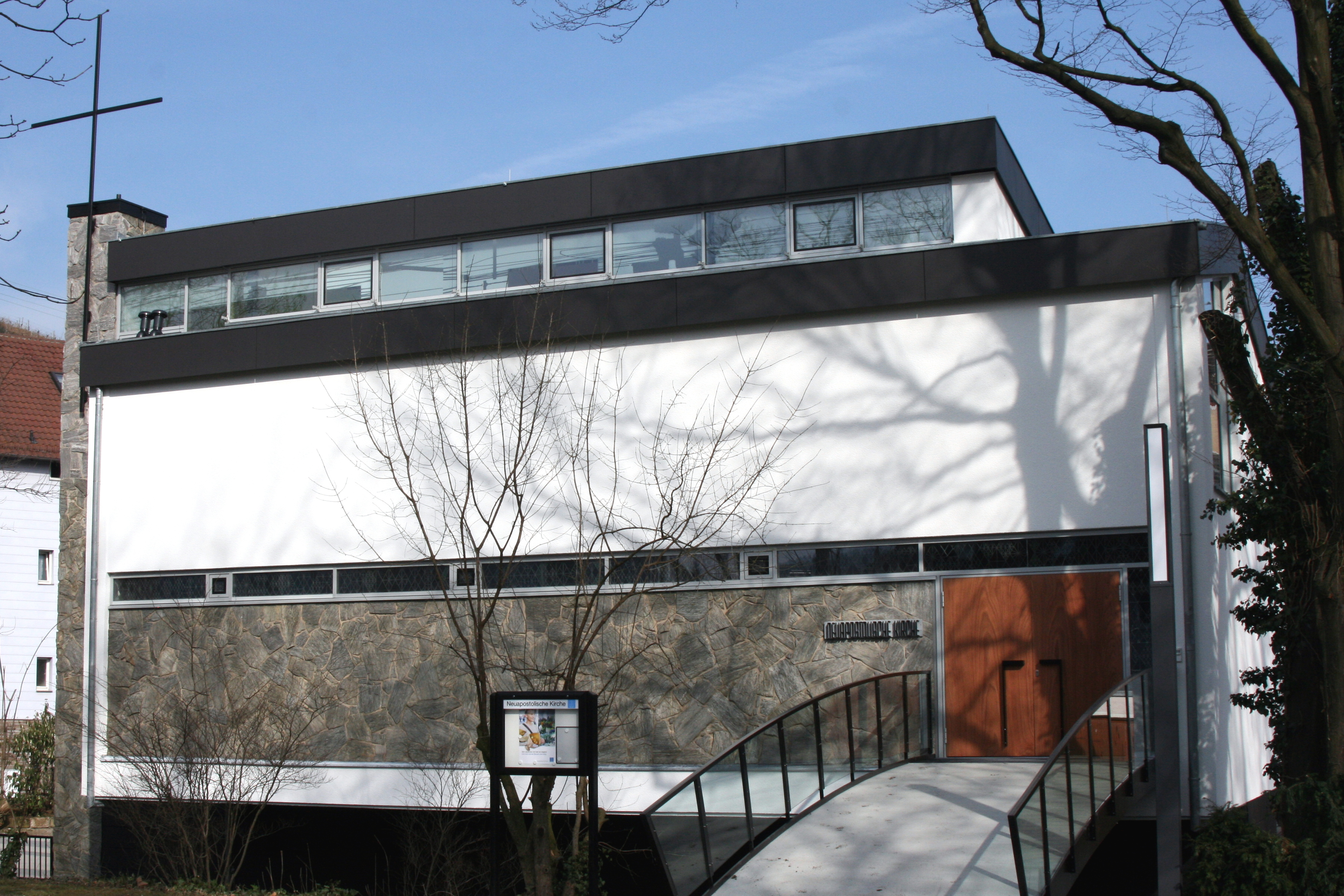
Neuapostolische Kirche Weinsberg

Die Neuapostolische Kirche in Weinsberg im Landkreis Heilbronn im nördlichen Baden-Württemberg ist ein 1965 eingeweihtes Kirchengebäude der Neuapostolischen Kirche.

## Geschichte
Eine anfangs nur aus wenigen Familien aus Weinsberg und Lehrensteinsfeld bestehende neuapostolische Gemeinde bildete sich in Weinsberg bereits im Jahr 1920. Die Gemeinde hielt ihre Gottesdienste zunächst auf der Waldheide ab, mietete ab 1925 jedoch verschiedene Räumlichkeiten in Weinsberg an. Eine eigene Kirche konnte die Gemeinde am 29. Mai 1965 an der Lindenstraße einweihen. Die Kirche hat Platz für 300 Personen. Seitlich über dem Hauptraum ist eine Empore eingezogen. Für Eltern mit Kleinkindern gibt es einen durch eine Glasfront abgetrennten eigenen Raum. Die Kirche wird nicht nur für Gottesdienste, sondern auch als Gemeindezentrum genutzt, wofür im Untergeschoss noch ein Jugendraum und eine Teeküche eingebaut sind. 2008/2009 wurde das Gebäude umgebaut und eine Orgel mit 10 Registern und 448 Pfeifen aufgestellt.